# 加拿大銀條
加拿大銀條是由皇家加拿大鑄幣廠（Royal Canadian Mint）所造的，最常見的銀條分別是10金衡盎司和100金衡盎司，是純度.9999的白銀產品。

## 設計及包裝

### 10盎司
銀條是長方形，上方有加拿大的重要標誌「楓葉」，旁邊有兩組圓點圍繞著楓葉標誌和英文字，下方則標明了重量（10 oz）、純度（9999）、「FINE SILVER ARGENT PUR」和獨立編號。背面則是重複的楓葉標誌，中間的楓葉採用鏡面效果；重量311.785克；純度99.99%
10盎司的銀條擁有原廠的密封包裝，另外亦有一個名為「Monster Box」的原廠膠箱，可放入50塊銀條，總重量超過15公斤。
- 10盎司銀條尺寸：90.02 x 51.92 x 7 毫米
- Monster box尺寸：248 x 203 x 114 毫米

### 100盎司
長方形狀，上方印有楓葉標誌，旁邊有英文字圍繞，中間列明年份和序號，下面標明重量（100 tr. oz.）和純度（Ag 999.9）；重3110.3克。
100盎司銀條的每一個表面都非常平滑，因此很容易把多個銀條堆疊在一起。
- 尺寸：183 x 80.2 x 20 毫米

## 外部連結
- 加拿大官方介紹 （页面存档备份，存于）